# شاه أحمد نوراني
شاه أحمد نوراني (1 أكتوبر 1926 ـ 11 ديسمبر 2003) هو عالم دين وفيلسوف وصحوي وسياسي محافظ باكستاني.
ولد نوراني في 1 أكتوبر 1926، وهو ابن عالم الدين الهندي محمد عبد العليم صدّيقي (1892 ـ 1954). حصل على درجة البكالوريوس في اللغة العربية من جامعة الله أباد، ثم استكمل دراسته في دار العلوم بمدينة ميروت الهندية، وتخصص في الفقه الإسلامي. صحب نوراني أباه في رحلاته الدعوية حول العالم، وبعد تقسيم الهند، استقرت الأسرة في كراتشي بباكستان.
انتخب نوراني عضوًا بالمجلس الوطني الباكستاني ممثلًا لجمعية علماء باكستان سنة 1970، ومنذ ذلك الحين تزايد نشاطه السياسي، وصار في الثمانينيات عضوًا بمجلس الشيوخ الباكستاني. توقف عن ممارسة السياسة في التسعينيات ثم عاد ليشكل ائتلافًا محافظًا عارض نظام الرئيس برويز مشرف بضراوة.
توفي نوراني بأزمة قلبية في 11 ديسمبر 2003، ودُفن في ضريح عبد الله شاه غازي بمدينة كراتشي.